# Agostino Saluzzo (doge)
Pour l’article homonyme, voir Agostino Saluzzo (évêque).
Agostino Saluzzo, né en 1631 à Naples et mort en 1700 à Corigliano Calabro, est un homme politique italien, 122e doge de Gênes du 5 juillet 1673 au 4 juillet 1675.